# Rudolf Firkušný

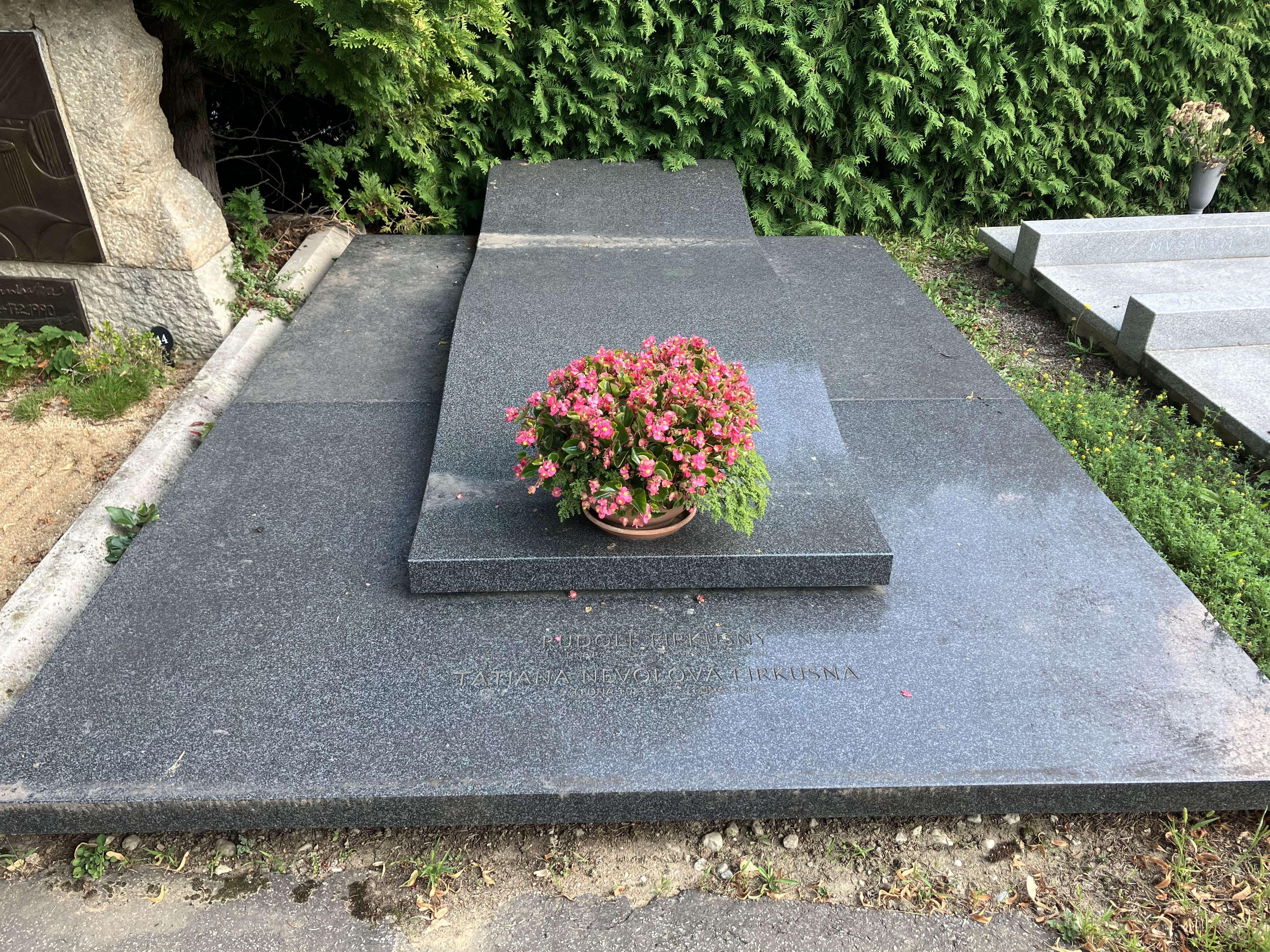
Hrob Rudolfa Firkušného

Rudolf Firkušný (11. února 1912 Napajedla – 19. července 1994 Staatsburg, stát New York, USA) byl český klavírista světového jména. Proslavil se mimořádnou hudebností, expresivním projevem a skvělou technikou hry. Jeho repertoár sahal od raného klasicismu až po modernu první poloviny 20. století. Od roku 1948 žil ve Spojených státech. Po pádu komunistického režimu se chtěl vrátit do vlasti a usadit se v Praze. Často zde s velkým úspěchem hrál, ale záměr se mu už nezdařil – zemřel náhle v červenci 1994. Úspěchu dosáhl nejen svým výjimečným nadáním od dětského věku, ale též houževnatým úsilím, spojeným s vynikajícím smyslem pro sloh a stavbu každého díla. Kritikou je stavěn mezi přední klavíristy 20. století.

## Životopis
Rudolf Firkušný se narodil jako nejmladší ze tří dětí v rodině notářského koncipienta Rudolfa Firkušného. Jeho hudební talent se velmi brzy projevil – již jako tříletý přehrával na klavíru lidovou písničku. Rodina trpěla chudobou a otec předčasně zemřel, proto se matka s dětmi přestěhovala do Brna za větší možností obživy.

### Dětství
Rudolf absolvoval základní hudební studia, ale nešlo o výuku v pravém slova smyslu. V roce 1917 však došlo ke šťastnému setkání malého Rudolfa s velikánem české hudby Leošem Janáčkem. Ten rozpoznal mimořádné hudební nadání pětiletého chlapce a svěřil zázračné dítě do péče profesionálních učitelů. Janáčkova varhanní škola byla v roce 1919 povýšena na samostatnou konzervatoř. Hudební teorii učil žáčka sám Janáček, výchovy klavírní hry se ujala Růžena Kurzová, manželka tehdejšího nejvýznamnějšího českého klavírního pedagoga Viléma Kurze. 14. července 1920 poprvé Firkušný coby osmiletý sólista veřejně vystoupil. Hrál Griega, Mozarta, Dvořáka i Chopina. Kritiky byly příznivé a koncertů přibývalo. Nejvýznamnější se uskutečnil 14. ledna 1923, kdy jedenáctiletý Rudolf vystoupil s velkým úspěchem v Praze, poprvé jako sólista České filharmonie, s Mozartovým Koncertem D-dur. Rychle rozšiřoval svůj repertoár a jeho rychlý umělecký vzestup byl strmý. První zahraniční koncert se uskutečnil v říjnu 1926 ve Vídni, kde tradičně přísná hudební kritika i publikum přijaly s nadšením nový objev z Československa. Další cesty vedly do Berlína (1927) a Paříže (1928). Jako patnáctiletý též zahrál prezidentu Masarykovi na zámku v Lánech. Masaryk ho ocenil vysokým honorářem a poskytl mu stipendium k dalšímu studiu. Na jaře 1927 Rudolf Firkušný absolvoval u prof. Viléma Kurze v mistrovské třídě konzervatoř v Brně a v roce 1930 maturoval na bučovickém gymnáziu ve třídě prof.Antonína Součka.

### Mladá léta
Masarykovo stipendium umožnilo Firkušnému studovat v Paříži u profesora Cortota, kde se seznámil s francouzskou klavírní školou. Německou klavírní školu si osvojil v Berlíně u profesora Artura Schnabela. Současně rozšiřoval i svou koncertní činnost. Jméno osmnáctiletého klavíristy znala celá hudební Evropa. Koncertoval v Rakousku, Francii, Itálii, Německu a ve Velké Británii. V roce 1931 ukončil závěrečným koncertem na Žofíně mistrovskou školu Pražské konzervatoře, podle vyjádření profesora Kurze „jako dokonalý virtuos“. V roce 1933 uvedl do té doby často opomíjený Dvořákův Koncert g-moll v úpravě svého učitele Viléma Kurze, z něhož se rázem stala pevná součást repertoárů světových klavíristů. Do vypuknutí 2. světové války koncertoval Firkušný ve všech zemích Evropy, přičemž kladl důraz na českou hudbu (Smetana, Dvořák, Janáček, Suk, Martinů), která se stala osou jeho širokého repertoáru, kde vedle klasiky nechyběla ani díla soudobá. V USA koncertoval poprvé v roce 1938. S českým publikem se rozloučil koncertem s Českou filharmonií pod taktovkou Rafaela Kubelíka 3. března 1939.

### Vrcholné období
Koncert byl věnován uprchlíkům z oblastí obsazených Němci. Následující zahraniční turné bylo vlastně už emigrací. Žil nejprve v Paříži v komunitě českých umělců. Exilová vláda ho vysílala na propagační koncerty české hudby. Po okupaci Francie se v roce 1940 dostal přes Španělsko do Lisabonu, odkud už jeho cesta nadlouho vedla přes oceán do New Yorku. Ve Spojených státech začal koncertovat v roce 1941. Postupně hrál se všemi významnými americkými tělesy (Newyorská filharmonie, Filadelfie, Boston, Chicago, Cleveland, Pittsburgh) a dirigenty (Stokowski, Charles Munch ad.). Do vlasti se vrátil po osvobození jako uznávaný světový a největší český pianista všech dob. S Rafaelem Kubelíkem triumfoval Dvořákovým klavírním koncertem na 1. ročníku Pražského jara 1946. Po komunistickém puči v roce 1948 musel ovšem opět zvolit emigraci do USA.
Na dlouhá léta se vzdálil domácímu hudebnímu životu. Hrál postupně nejen v USA, ale opět i v západní Evropě (včetně velkých festivalů ve Vídni, Salcburku ad.), Austrálii, Japonsku, Singapuru, Hongkongu a Izraeli. O jeho koncerty se ucházel i Sovětský svaz, což byl ovšem pro umělce nepřijatelný krok. V době politického uvolnění v šedesátých letech zajížděl za matkou do vlasti a v roce 1965 si z Brna odvezl i manželku Taťánu, s níž měl posléze dvě děti. Usadil se v New Yorku, kde jeho bydlištěm byl jednak byt na Manhattanu nedaleko Lincoln Center, tak i letní sídlo v blízkém Staatsburgu. Byl téměř každoročním sólistou Newyorské filharmonie a též Clevelandské filharmonie v době působení George Szella a od roku 1965 až do své smrti profesorem na prestižní umělecké univerzitě Juilliard School v New Yorku, kde byli jeho žáky mnozí významní pianisté. Zároveň byl častým hostem festivalu a letní školy v Aspenu v Coloradu. Kromě sólové činnosti se věnoval aktivně i komorní hudbě a mezi jeho partnery byly takové osobnosti jako violoncellisté Grigorij Pjatigorskij, Pierre Fournier a Lynn Harrell, houslisté Nathan Milstein i Erica Morini, violista William Primrose, Guarneri Quartet a Juilliard String Quartet.

### Závěr života
Dlouholeté odloučení od vlasti skončilo až pádem totality v roce 1989. Tehdy bylo Rudolfu Firkušnému však již 77 let. Hned v roce 1990 se zúčastnil Pražského jara. S Rafaelem Kubelíkem a Českou filharmonií na něm provedli 2. klavírní koncert Bohuslava Martinů. Koncertoval v Praze, Brně i rodných Napajedlích. V témže roce získal čestný doktorát Univerzity Karlovy, a v roce 1991 byl vyznamenán Řádem Tomáše Garrigua Masaryka I. třídy. V roce 1993 byl poctěn čestnými doktoráty Masarykovy univerzity a Janáčkovy akademie múzických umění. Byl to vůbec první čestný doktorát udělený touto vysokou školou.
V roce 1993 ještě v New Yorku natočil spolu se svou dlouholetou uměleckou i osobní přítelkyní, českou operní pěvkyní Gabrielou Beňačkovou CD s písněmi Antonína Dvořáka, Leoše Janáčka a Bohuslava Martinů, které o rok později získalo prestižní hudební cenu Grammy Award.
Rudolf Firkušný se při svých zájezdech do vlasti snažil všestranně pomáhat – věnoval své honoráře uměleckým školám a institucím, pro Janáčkovu akademii múzických umění v Brně vytvořil Nadaci Rudolfa Firkušného, která podporuje nejlepší studenty školy. Rudolf Firkušný je též držitelem čestného akademického titulu doctor honoris causa na Janáčkově akademii múzických umění. 
Chtěl se natrvalo usadit v Praze, ale záměr se mu již nezdařil. Ve svém letním sídle blízko New Yorku podlehl 19. července 1994 těžké chorobě. Od roku 2007 je pohřben spolu se svou ženou Taťánou na čestném pohřebišti Ústředního hřbitova v Brně (sk. 25e/hr. 43).

Po Rudolfu Firkušném je od roku 2014 pojmenována ulice v městské části Brno - Královo pole a ulice v Praze v Uhříněvsi. 

#### Klavírní festival Rudolfa Firkušného
Od roku 2013 pořádá @Festival Prazske jaro Klavírní festival Rudolfa Firkušného na počest tohoto vynikajícího umělce. Na festivalu, který se každoročně koná v listopadu ve Dvořákově síni Rudolfina vystoupili mj. klavíristé E. Ax, P. - L. Aimard, Y. Bronfmann, K. Buniatishivili, G. Ohlsson, A. Schiff, G. Sokolov, D. Fray, P. Lewis, P. Andreszewski, B. Rana, M. A. Hamelin, O. Scheps, J. Kissin, a.d., z domácích umělců L. Vondráček, I. Kahánek, J. Čechová, I. Ardašev, T. Víšek, M. Sekera, M. Kasík, ad.

## Výběr z diskografie
- Ludwig van Beethoven: Sonatas No. 8 in C minor, op. 13 „Pathetique“; No. 14 in C sharp minor, op. 27 „Moonlight“. Capitol
- Ludwig van Beethoven: Concerto No. 3 in C minor, op. 37. New York Philharmonic, Guido Cantelli. AS Disc
- Ludwig van Beethoven: Concerto No. 5 in E flat major, op. 73. Pittsburgh Symphony Orchestra, William Steinberg. Capitol, Decca
- Ludwig van Beethoven: Sonata No. 3 in E flat major, op. 12, for violino and piano; Mozart: Sonata in C major K 296 for violino and piano. Erica Morini (violino), Rudolf Firkušný (piano). Decca
- Ludwig van Beethoven: Sonata No. 8 in G major, op. 30, for violino and piano;
- Jiří Antonín Benda: Sonata No. 9 (Dusík, Voříšek, Tomášek). VOX Candide
- Johannes Brahms: Sonatas No. 1 in F minor, op. 120, for viola and piano; No. 2 in E flat, op. 120, for viola and piano. William Primrose (viola), Rudolf Firkušný (piano). Capitol
- Johannes Brahms: Firkušný plays Brahms. Capitol
- Johannes Brahms: Sonata No. 3 in D minor, op. 108, for violino and piano. Erica Morini (violino), Rudolf Firkušný (piano). Decca
- Claude Debussy by Firkušný. Capitol
- Claude Debussy: Estampes. Sugano Disc 2002.
- Antonín Dvořák: Koncert pro klavír a orchestr g-moll, op. 33. Česká filharmonie, Rafael Kubelík. Multisonic.
- Antonín Dvořák: Piano Quartets, op. 23 31, and 87, Bagatelles, op. 47. Juilliard Quartet, CBS
- Antonín Dvořák, Leoš Janáček, Bohuslav Martinů: Písně (Songs/Lieder). Gabriela Beňačková - soprán. RCA Records Victor Red Seal. [4]
- Fryderyk Chopin: Sonata No. 3 in B minor, op. 58., Nocturno in E flat, Polonaise in C minor, Scherzo in B flat minor, Barcarolle, Waltz in C sharp minor, Nocturno in D flat, Grande valse brillante. Capitol
- Leoš Janáček: Concertino pro klavír, 2 housle, klarinet, fagot a lesní roh; Capriccio pro klavír a dechový ansámbl. Česká filharmonie, Václav Neumann. Supraphon, (CD).
- Leoš Janáček: Complete Works for Piano. Bayerischer Rundfunk Symphony Orchestra, Rafael Kubelík
- Bohuslav Martinů: Klavírní koncert č. 2. Česká filharmonie, Jiří Bělohlávek. Supraphon 1990).
- Bohuslav Martinů: Piano Works. BMG R32C-1176.
- Wolfgang Amadeus Mozart: Fantasia in C minor K. 475; Sonata in C minor K. 396. Columbia ML 4356.
- Modest Petrovič Musorgskij: Pictures at an exhibition; Deutsche Gramophon Gesellschaft
- Maurice Ravel: 3 piano pieces. Deutsche Gramophon Gesellschaft
- Franz Schubert: Impromptus, op. 90, 142. Columbia
- Bedřich Smetana: České tance. Capitol P 8372.
- Bedřich Smetana: Fantasie in C major, op. 17, Trio G moll. Firkušný – Kaufmann Van den Burg. Columbia
- Jan Václav Tomášek: Eclogue. VOX Candide
- Jan Václav Hugo Voříšek: Impromtu No. 4, op. 7. VOX Candide

## Biografická a odborná literatura
- Beith, Richard; Melville-Mason, Graham: Rudolf Firkusny. Essex: The Dvorak Society, 1999. ISBN 0-9532769-0-2
- Dr. Zdeňka Böhmová-Zahradníčková: Vilém Kurz (SNKL n.p. Praha 1954)
- Dubal, David: Reflections from Keyboard: The World of the Concert Pianist. New York: Summit Books, 1984. ISBN 0-671-49240-3
- Kozderka, Richard: Život Rudolfa Firkušného v datech
- Laurence, A.: My Studies with Firkušný (1998)
- Mach, Elyse: Great Contemporary Pianists Speak for Themselves. New York: Dover Publications, 1991. ISBN 0-486-26695-8
- Marcus, Adele: Great Pianists Speak. Neptune, New Jersey: Paganiana Publications, 1979. ISBN 0-87666-617-9
- Noyle, Linda J.: Pianists on Playing. Maryland: The Scarecrow Press, 1987, reprint 2000). ISBN 0-8108-3889-3
- Schonberg, Harold C., The Great Pianists (New York: Simon and Schuster, 1987, 1963). ISBN 0-671-64200-6
- Svobodová, M.: Rudolf Firkušný (1988)
- Šafařík, Jiří: Rudolf Firkušný. Brno: Universitas Masarykiana, 1994. ISBN 80-85834-10-3
- Vrkočová, Ludmila: Slovníček hudebních osobností. 1999. ISBN 80-901611-5-4
- POHL, Richard. Rudolf Firkušný: umělecký a osobnostní vývoj českého pianisty a skladatele do roku 1948. Brno: Janáčkova akademie múzických umění v Brně, 2016. Acta musicologica et theatrologica. ISBN 978-80-7460-107-1

### Zajímavosti
- Spolužákem Rudolfa Firkušného na základní škole byl filmový režisér Otakar Vávra[3]
- V roce 1990 účinkoval Rudolf Firkušný v reklamě výrobce sportovního vybavení NIKE[5]
- V roce 2012 se na hudební fakultě JAMU v Brně konala Oslava 100. výročí Rudolfa Firkušného s účastí jeho žáků a dalších osobností[6]
- Od roku 2013 pořádá Pražské jaro o.p.s. festival věnovaný památce a odkazu R. Firkušného - Klavírní festival Rudolfa Firkušného[7]
- Ihned po úmrtí Rudolfa Firkušného se Rada města Brna rozhodla (29. 7. 1994) po něm přejmenovat ulici Pionýrskou (tak byla pojmenována v roce 1949 v souvislosti s komunistickou akcí "Mládež vede Brno"). Přejmenování však nebylo provedeno; nově zvolená rada v březnu 1995 rozhodnutí zrušila a pouze změnila dedikaci "na počest všech průkopníků nových myšlenek, snah a činů ve prospěch celé společnosti lidstva nazývaných obecně "pioneers"[8] s tím, že pro Firkušného bude nalezena jiná ulice. Toto hledání trvalo Pracovní skupině pro názvosloví města Brna celých dvacet let.